# Губернские учёные архивные комиссии
Губернские учёные архивные комиссии (ГУАК) — региональные научно-исторические организации в Российской империи. Занимались организацией архивов документов губернских учреждений, а также документов общественных и частных архивов. Многие комиссии выпускали печатные издания («Труды», «Известия», «Сборники» и пр.), где публиковались отчёты и протоколы заседаний комиссий, а также статьи и исторические документы.

## История
Губернские учёные архивные комиссии создавались в Российской империи с 1884 года по плану Н. В. Калачова, одобренному министром внутренних дел графом Дмитрием Андреевичем Толстым Положением Комитета министров «Об учреждении учёных архивных комиссий и исторических архивов», утверждённом 13 апреля 1884 года императором Александром III.
Первые четыре ГУАК «в виде опыта» были учреждены в 1884 году в Орловской, Рязанской, Тамбовской и Тверской губерниях. В 1885 году образована ГУАК в Костромской губернии, в 1886 — в Саратовской, в 1887 — в Таврической. Всего к 1917 году было создано 41 губернская учёная архивная комиссия.
Архивные комиссии прекратили своё существование в начале 1920-х годов после централизации архивного дела.

## Список ГУАК
| #   | Название ГУАК                                                              | Город           | Год создания |
| --- | -------------------------------------------------------------------------- | --------------- | ------------ |
| 1.  | Астраханская губернская учёная архивная комиссия                           | Астрахань       | 1893         |
| 2.  | Бессарабская губернская учёная архивная комиссия                           | Кишинёв         | 1898         |
| 3.  | Витебская губернская учёная архивная комиссия                              | Витебск         | 1908         |
| 4.  | Владимирская губернская учёная архивная комиссия                           | Владимир        | 1898         |
| 5.  | Воронежская губернская учёная архивная комиссия                            | Воронеж         | 1900         |
| 6.  | Вятская учёная архивная комиссия                                           | Вятка           | 1904         |
| 7.  | Екатеринославская губернская учёная архивная комиссия                      | Екатеринославль | 1903         |
| 8.  | Закаспийская учёная архивная комиссия                                      | Ашхабад         | 1897         |
| 9.  | Иркутская губернская учёная архивная комиссия                              | Иркутск         | 1911         |
| 10. | Казанская губернская учёная архивная комиссия                              | Казань          | 1916         |
| 11. | Калужская губернская учёная архивная комиссия                              | Калуга          | 1891         |
| 12. | Киевская губернская учёная архивная комиссия                               | Киев            | 1914         |
| 13. | Ковенская губернская учёная архивная комиссия                              | Ковно           | 1912         |
| 14. | Костромская губернская учёная архивная комиссия                            | Кострома        | 1885         |
| 15. | Курская губернская учёная архивная комиссия                                | Курск           | 1903         |
| 16. | Нижегородская губернская учёная архивная комиссия                          | Нижний Новгород | 1887         |
| 17. | Новгородская губернская учёная архивная комиссия                           | Новгород        | 1904         |
| 18. | Оренбургская губернская учёная архивная комиссия                           | Оренбург        | 1887         |
| 19. | Орловская губернская учёная архивная комиссия                              | Орёл            | 1884         |
| 20. | Пензенская губернская учёная архивная комиссия                             | Пенза           | 1901         |
| 21. | Пермская учёная архивная комиссия                                          | Пермь           | 1888         |
| 22. | Петербургская губернская учёная архивная комиссия                          | Петербург       | 1916         |
| 23. | Полтавская губернская учёная архивная комиссия                             | Полтава         | 1903         |
| 24. | Псковская губернская учёная архивная комиссия                              | Псков           | 1916         |
| 25. | Рязанская губернская учёная архивная комиссия                              | Рязань          | 1884         |
| 26. | Самарская учёная архивная комиссия                                         | Самара          | 1914         |
| 27. | Саратовская учёная архивная комиссия                                       | Саратов         | 1886         |
| 28. | Симбирская губернская учёная архивная комиссия                             | Симбирск        | 1895         |
| 29. | Смоленская губернская учёная архивная комиссия                             | Смоленск        | 1908         |
| 30. | Ставропольская губернская учёная архивная комиссия                         | Ставрополь      | 1906         |
| 31. | Таврическая учёная архивная комиссия                                       | Симферополь     | 1887         |
| 32. | Тамбовская губернская учёная архивная комиссия                             | Тамбов          | 1884         |
| 33. | Тверская губернская учёная архивная комиссия                               | Тверь           | 1884         |
| 34. | Тульская губернская учёная архивная комиссия                               | Тула            | 1913         |
| 35. | Уфимская губернская учёная архивная комиссия                               | Уфа             | 1916         |
| 36. | Харьковская губернская учёная архивная комиссия                            | Харьков         |              |
| 37. | Херсонская губернская учёная архивная комиссия                             | Херсон          | 1898         |
| 38. | Холмская учёная архивная комиссия при холмском Свято-Богородицком братстве | Холм            | 1912         |
| 39. | Черниговская губернская учёная архивная комиссия                           | Чернигов        | 1896         |
| 40. | Якутская областная учёная архивная комиссия                                | Якутск          | 1916         |
| 41. | Ярославская губернская учёная архивная комиссия                            | Ярославль       | 1889         |

## Рекомендуемая литература
- Норцов А. Н. Губернские Ученые Архивные Комиссии и их значение. — Тамбов, 1899.